# Édouard Daladier
Édouard Daladier (18. června 1884, Carpentras, Francie – 10. října 1970, Paříž, Francie) byl francouzský politik, ministerský předseda a historik.
Byl představitelem Radikálně socialistické strany. Od roku 1924 zastával různé ministerské funkce, v letech 1933, 1934 a 1938-1940 byl premiérem.
Byl zástupcem Francie na Mnichovské konferenci, na které se zástupci čtyř velmocí dohodli na odstoupení pohraničních oblastí Československa nacistickému Německu. Po podpisu dohody byl ve Francii oslavován jako zachránce míru.
Poté, co v roce 1939 Německo přepadlo Polsko a v reakci na to Francie spolu se Spojeným královstvím vyhlásily Německu válku, neudělal nic, aby zemi mobilizoval. V roce 1940 Daladier odstoupil z postu premiéra. Od roku 1943 do osvobození spojenci byl vězněn na hradě Itter a v Buchenwaldu. Po válce se znovu aktivně účastnil politického života, byl členem Národního shromáždění v letech 1945 až 1958. Odmítal znovuvyzbrojení Německa. Do důchodu odešel ke konci 50. let.